# Хуго II (граф на Тюбинген)
Хуго II (IV) фон Тюбинген (на немски: Hugo II (IV) von Tübingen; † ок. 1120/1125) от швабския благороднически род Тюбинги, е граф на Тюбинген.

## Произход
Той е син на граф Хуго III фон Тюбинген († сл. 1079). Роднина е на граф Хуго I фон Тюбинген († вер. 1087), на граф Анселм фон Наголдгау († ок. 966) и на граф Зигибот (1078).

## Фамилия
Хуго II (IV) се жени за Хемма (Гемма) фон Арнщайн († пр. 20 февруари 1150), дъщеря на граф Лудвиг I фон Арнщайн († 1084) и втората му съпруга Гуда фон Цютфен. Те имат децата:
- Берта (Удалхилдис) фон Тюбинген († 24 февруари 1169), омъжена пр. 1162 г. за маркграф Херман IV фон Баден († 13 септември 1190)
- Хуго V (I) фон Тюбинген (* ок. 1125; † ок. 1152), граф на Наголд, от 1146 г. пфалцграф на Тюбинген, женен за Емма (Хемма) фон Цолерн († сл. 1152).
- Хайнрих, граф на Тюбинген
- Вернер фон Тюбинген († сл. 1163)